# Port lotniczy San José
Port lotniczy San Jose (Aeropuerto de Puerto San José) – port lotniczy zlokalizowany w mieście Puerto San José w Gwatemali.

## Linie lotnicze i połączenia
- Transportes Aereos Guatemaltecos (czartery)
- Air Venture Tours (czartery)